# Stenaoplus impressus
Stenaoplus impressus là một loài tò vò trong họ Ichneumonidae.